# Корелы (Свердловская область)
Коре́лы — село в Невьянском районе Свердловской области России. Входит в Невьянский муниципальный округ. До села можно добраться на автобусе по шоссе из Невьянска или Режа.

## География
Корелы — самый восточный населённый пункт Невьянского района и Невьянского муниципального округа. Село находится в 32 километрах к востоку от районного центра — города Невьянска.
Корелы расположены к востоку от Уральских гор, при впадении речки Малый Сап в Реж. Село вытянуто вдоль нижнего течения Малого Сапа. Рядом с Корелами проходит на автодорога местного значения Невьянск— Реж.
Ближайшие к Корелам населённые пункты — сёла Киприно и Аятское.

## История
В XIX веке село входило в состав Аятской волости Екатеринбургского уезда Пермской губернии. Согласно подворной переписи 1887 года, население села состояло из 703 жителей (351 мужчина и 352 женщины), проживавших в 142 дворах. Грамотными были только 23 мужчины и 2 женщины, учащихся — 8. В селе имелось пять промышленных заведений и две торговые лавки. 
В советское время входило в Кипринский сельсовет Невьянского района.

## Население
По данным Всероссийской переписи населения 2010 года, постоянное население села Корелы составляло 50 человек, из них 25 мужчин и 25 женщин. По данным Всероссийской переписи населения 2002 года, русские составляли 91 % от общего числа сельчан.
Долговременная динамика численности населения:
| 502 | 788 | 703 | 816 | 58 | 50 |